# Polycesta arizonica
Polycesta arizonica är en skalbaggsart som beskrevs av Schaeffer 1906. Polycesta arizonica ingår i släktet Polycesta och familjen praktbaggar. Utöver nominatformen finns också underarten P. a. arizonica.